# 접근음
접근음(接近音, Approximant)은 닿소리를 발음할 때 아랫턱의 조음 기관을 위턱의 조음 기관에 접촉하여 공기가 약간 좁은 틈을 통과되면서 나는 소리. 마찰음처럼 마찰은 발생하지 않는다. 틈을 혀 중앙에 만드는 (중앙)접근음(반모음을포함) 과 혀 양 옆에 만드는 설측음(설측접근음 lateral approximant)이 있다.

## 국제 음성 기호

### 접근음
- [ʋ] - 순치 접근음
- [ɹ] - 치조 접근음
- [ɻ] - 권설 접근음
- [j] - 경구개 접근음
- [ɰ] - 연구개 접근음
- [β̞] - 양순 접근음
- [ʕ̞] - 인두 접근음
- [ð̞] - 치 접근음

이중조음
- [w] - 유성 양순 연구개 접근음
- [ʍ] - 무성 양순 연구개 접근음
- [ɥ] - 유성 양순 경구개 접근음
- [ɥ̊] - 무성 양순 경구개 접근음

### 설측접근음
- [l] - 치조 설측음
- [ɭ] - 권설 설측음
- [ʎ] - 경구개 설측음
- [ʟ] - 연구개 설측음
- [ɫ] - 연구개화 치조 설측음

## 같이 보기
- 유음
- 반모음